# Cubalaskeya nivea
Retilaskeya nivea là một loài ốc biển, động vật chân bụng trong họ Cerithiopsidae. Nó được Faber mô tả năm 2007.